# Robert Baumann
Robert Baumann (* 20. November 1882 in Reeserward; † 1. Juni 1951) war ein deutscher Landwirt und Politiker (Zentrum).

## Leben
Baumann besuchte die Rektoratsschule in Rees und die Landwirtschaftsschule Cleve. Er war ab 1910 Gutspächter in Reeserward und beschäftigte sich dort vor allem mit der Pferdezucht. Von 1903 bis 1904 leistete er Militärdienst bei der Feld-Artillerie in München und von 1914 bis 1918 nahm er als Soldat am Ersten Weltkrieg teil. Während des Krieges wurde er an der Westfront eingesetzt, zuletzt als Oberleutnant der Landwehr und Batterieführer der 1. Batterie des 1. Bayerischen Reserve-Feld-Artillerie-Regiments. Für seine Leistungen als Soldat wurde er mit den Eisernen Kreuzen I. und II. Klasse sowie mit dem Bayerischen Militärverdienstorden IV. Klasse mit Schwertern ausgezeichnet.
Baumann war ab 1925 Mitglied des Kreistags und des Kreisausschusses im Kreis Cleve. 1926 wurde er Erster Beigeordneter des Amtes Rees-Land. Ab März 1933 war er für einige Monate Abgeordneter des Preußischen Landtages.